# 牛仔褲的夏天2
《牛仔褲的夏天2》（英語：The Sisterhood of the Traveling Pants 2）於2008年上映，為改編自同名小說的電影《牛仔褲的夏天》之續集。

## 外部連結
1. 網際網路電影資料庫（IMDb）上《The Sisterhood of the Traveling Pants 2 （页面存档备份，存于）》的資料（英文）